# Борщовочный хребет
Борщо́вочный хребе́т — горный хребет в Забайкальском крае. Хребет находится в восточной части Забайкалья к югу от реки Шилка от её истока до устья. Длина хребта около 450 км, средняя ширина 30—35 км. Преобладают высоты 900—1100 метров, максимальная высота 1498 метров (Начинский Голец). Вероятно, хребет получил своё название от деревни Борщёвской (Борщовки), известной с XIX века и расположенной к юго-востоку от города Нерчинска, у юго-западного окончания хребта.
На хребте расположен ряд геологических памятников, в том числе Дая и Унда.

## Геология
Хребет расположен на севере Аргунской структурно-формационной зоны. Сложен в основном палеозоскими породами, преобладает гранит.
В рельефе преобладают средневысотные горы, расчленённые речными долинами, хребет имеет плоский и слаборасчленённый гребень, плоские склоны. В приводораздельной части Борщовочного хребта сохранились фрагменты древней поверхности выравнивания. По склонам встречаются курумы и скальные выступы.
В окрестностях города Балей велась добыча золота.

## Растительность
Растительность нижней части склонов в основном степная, выше начинает преобладать лиственнично-сосновая тайга, сменяемая кедровым стлаником.